# Víbia Sabina

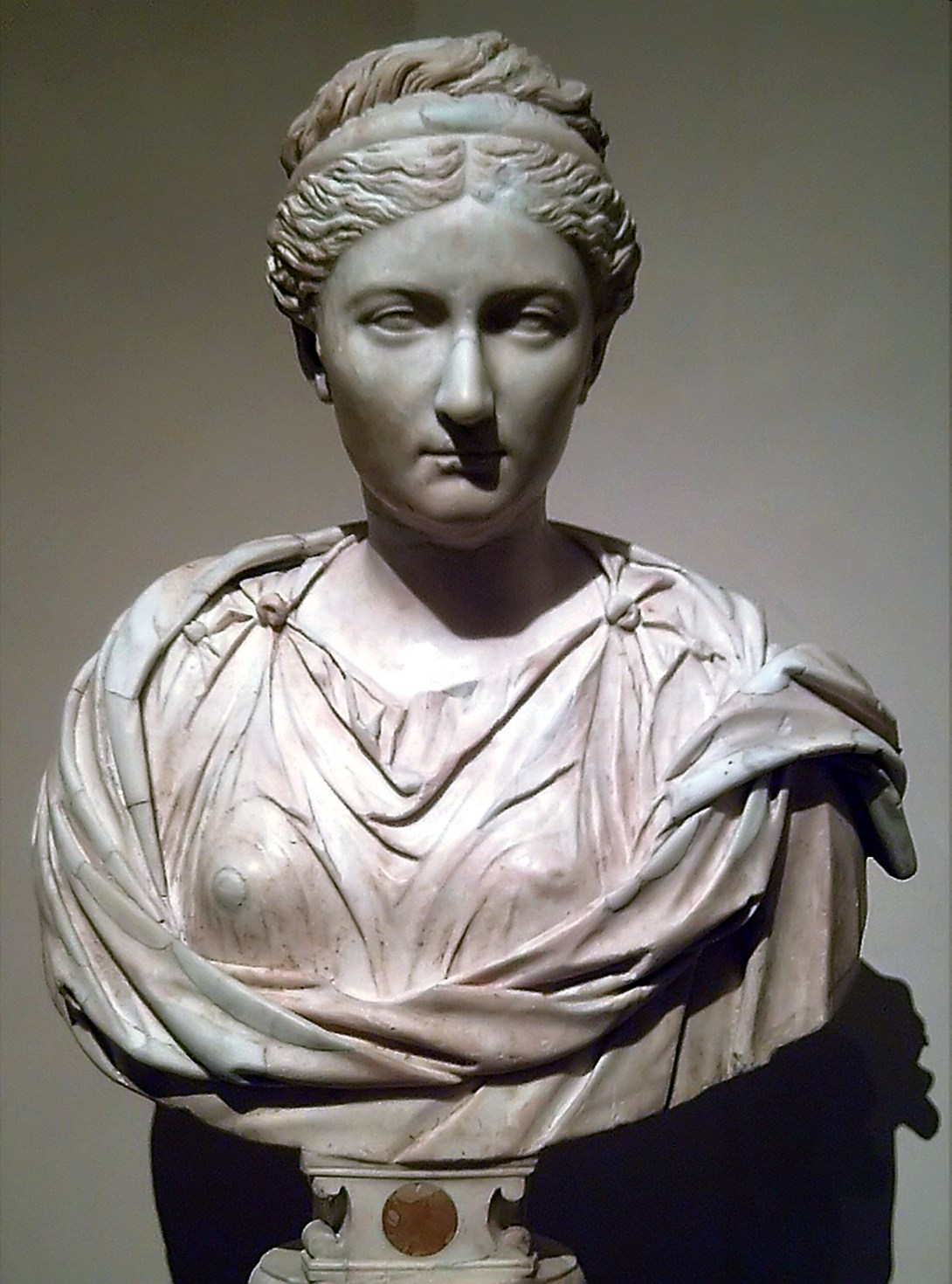
L'emperadriu Víbia Sabina, bust romà conservat al Museu del Prado

Víbia Sabina (en llatí Sabina o Vibia Sabina o de vegades Julia Sabina) va ser una emperadriu romana, esposa de l'emperador Hadrià i besneboda de Trajà. Era filla de Matídia, que al seu torn era filla de Marciana, la germana de Trajà.
Es va casar amb Hadrià cap a l'any 100 per influència de Plotina, l'esposa de Trajà. Hadrià no hi estava gaire d'acord i el matrimoni no va resultar afortunat. L'emperador no se'n va divorciar a causa del seu càrrec i, encara que la va tractar malament, no va permetre que ningú més li perdés el respecte degut a l'emperadriu i quan el prefecte pretorià Suetoni Tranquil i altres oficials la van tractar amb rudesa en el viatge a Britànnia, Hadrià els va destituir. Sabina, humiliada pel tracte del seu marit, va acabar suïcidant-se potser uns dos anys abans de la mort d'Hadrià el juliol del 138, segons diu Espartià a la Historia Augusta, però en una moneda apareix viva encara l'any 136. Hi va haver una informació, segurament maliciosa, que deia que Hadrià l'havia enverinada. Va portar el títol d'augusta i a la seva mort va ser divinitzada.
De vegades se l'anomena Júlia Sabina, però el nom de Júlia només apareix en unes monedes que són considerades falses.